# Dysschema sacrifica
Dysschema sacrifica is een beervlinder uit de familie van de spinneruilen (Erebidae). De wetenschappelijke naam van de soort is voor het eerst geldig gepubliceerd in 1831 door Hübner.